# Kai Kiil
Kai Frank Kiil (født 8. september 1947 i Øksfjord i Loppa kommune i Finnmark) er en norsk musiker og undeholdningsartist. Han er bedst kendt for at tidligere havde være vokalist og guitarist i partybandet Banana Airlines, en norsk popgruppe der blev dannet i Stokmarknes i 1982.

## Musikkarriere og Banana Airlines
Kai Kiil voksede op i Finnmark og flyttede til Stokmarknes hvor han bosatte sig sammen med sin kone Brit. Efter at havde spillet i forskellige bands, dannede Kai, sammen med trommeslageren Rudi Høynes og keyboardspilleren Alf Eriksen, Banana Airlines i 1982 som han blev frontfigur for.
Hans band Banana Airlines slog for alvor igennem i 1983 med deres version af Olle Adolphsons og Per Asplins 60'er-hit, "En glad calypso om våren" og andre sange som "Nordmenn er gale". "En glad calypso om våren" blev et formidabelt sommerhit som solgte over en halv million plader. Senere udgav de albummet På Vingene, hvilket også blev et stort salgs-succes. Anmelderne var dog ikke så glade for Banana Airlines, Kai Kiil blev kritiseret for at blandt andet have efterlignet indvandrere og samer, og for at havde været racistisk.
Kai Kiil deltog i 1990 i den norske Melodi Grand Prix finale med sangen "Caballero", hvor han endte på 7. pladsen sammen med 2 andre der fik samme antal point (1).

## Diskografi

### Solo
Albummer
- Vaktmesteren (1988)
- Vaktmester i særklasse (1991)
- Heia Norge (1994)

Singler
- I Don't Know What It Is But I Call It Love/Kjempe-bæsj (1986)
- Eventyrsangen/Hermann Hval (1988)
- Cavalero/Høna koka pilla (1990)
- Kjære Norge (1990) med Tore Hansen
- Pass dæ for kjæften din/Førbainna hankatt (1998), med Jenny Jenssen

### Banana Airlines
Albummer
- På vingene (1983)
- På nye eventyr (1984)
- Vi kommer snart på hjem (1985)
- Banana Airlines flyr igjen (1988)
- Hjelp vi flyr! (1989)
- Kommer plutselig tilbake (1994)
- Banana Airlines går i lufta (1996)
- Fest sikkerhetsbeltet (2001)
- Beste (2008)
- 30 år i lufta (2014)

Singler
- En glad calypso om våren/Jompa (1983)
- Calypso Amore/Yes We Have No Bananas (1983)
- Yes We Have No Bananas/Sunshine Boy (1983)
- Karnevalg/Putti Putti (1985)
- Russen '85 (1985)
- Alle venter på sommeren/Se & hør (1985)
- Norrmän är galna (1985)
- Darling O Darling/Bolala/Pils/Låi-Le-Lå (1988)
- Samii-Rappi/Kom så skal vi dansen (1989)
- Nordmenn er gale (1993)
- Kom servitøren (hit med en øl)/Skipagurra Babylon (1994)
- Hiv på kommagan (1996)
- Fly Banana (2014)
- Lån mæ en 100-lapp (2014)
- Sang til pysjamasen (2014)
- Huske ingenting (2014)
- Mase (2014)
- Samii-Rappi (2014)
- Lensmann (2014)

### Medvirkende i
- VG: På gang 11 (1983)
- Totenschlager: Føre var... (1984)
- Home's Musikk: Stjernekassetten 2 (1984)
- Trivs me' Brogrens: 11:an kommer nu! (1984)
- VG: På gang 14 (1984)
- Tiedemanns: De gamle løver rører på seg... (1984)
- Comfort: Comfort Jubileumskassett – 10 år 1974–1984 (1984)
- Arco Records: Scorpio "Grand Prix" med Stutum & Osvold (1985)
- Forente artister: Sammen for livet (1985)
- Slagerfabrikken: Julekveld i skogen (1985)
- Slagerfabrikken: Med GULL i siktet! (1987)
- Viggo Sandvik: Fisking i Valdres (1988)
- Busserulls: Hi-ha! Jo galare, jo bedre! (1988)
- Mariann Records: Slagerparaden (1989)
- Melodi Grand Prix 1990: Norsk Grand Prix '90 (1990)
- Beat Coats: Nu går de gamle hjem (1991)
- Karussell: Nordmenn er gale (1994)
- Rikingan: Jeg har alltid vært en sjømann (1995)
- Beat Coats: Bli med på fest (1997)
- Arcade: Summer Party 1997 (1997)
- MTG: Æ é nordlending (1998)
- Egmont Music Club: Det beste av norsk musikk – Presentasjons-CD (1998)
- Egmont Music Club: Det beste av norsk musikk 1983–1985 (1998)
- Jenny Jenssen: Det e mannfolk nok (1998)
- Universal Music: Nordmenn er gale! (1999)
- Jenny Jenssen & Septimus: Våre aller, aller bæste (1999)
- Scream Music Entertainment: Volum 4,5% Drekka mer!! (2000)
- Bob Marley-hyllest: Inn fra kulda: Bob Marley på norsk (2001)
- Scream Music Entertainment: Volum 4,5%... den andre drekka enda mer! (2001)
- Universal Music: 96% låvedans (2001)
- Musikk for voksne: Musikk for voksne – På go'fot med danseføttene (2002)
- Musikk for voksne: La det swinge (2002)
- Universal Music: Våre beste sommerlåter (2002)
- Universal Music: 96% julebord (2002)
- Ole Ivars-hyllest: En annen dans (2004)
- Skånska Brogrens: 50 år som artist (2004)
- Tylden & co: Dansefestivalen Sel 2007 (2007)
- Tylden & co: Grisefest – 18 tvilsomme partylåter om fest, fyll, fanteri og forplantning(2007)
- Tylden & co: Seljordfestivalen 2008 (2008)
- Tylden & co: Dansefestivalen Sel 2010 (2010)
- Tylden & co: Sommerfest! (2010)
- Tylden & co: Våre vakreste kjærlighetsviser (2012)
- ESS Engros: Livets glade gutter – 18 norske festfavoritter (2013)
- Tylden & co: De beste dansebandene Vol. 3 (2014)
- Tylden & co: De beste dansebandene Vol. 4 (2015)
- Tylden & co: De beste dansebandene Vol. 5 (2015)

## Andet
Udover at være bandleder instruerede Kai Kiil i 1980'erne "Vaktmesteren", et børneprogram for NRK. Programmerne blev optaget på Stokmarknes skole, hvor Kai var pedel i det civile liv uden for underholdningsbranchen. Nu arbejder han som pedel på Melbu skole.
Kai Kiils far, Steinar Folde, fra Røros havde tidligere været norsk mester i trønderskrøner og historiefortælling. De var begge i 2001 individuelt med i NRK1's populære programserie "Du skal høre mye…". Kai deltog d. 30 maj og Steinar deltog d. 12 december.